# 何翠萍
何翠萍（英語：Apple Ho Chui-ping，1974年—，暱稱「蒲姐」），曾任香港財政司司長政治助理，於2017年11月6日履新。
何翠萍乃財經記者出身，加入政府前是香港商業電台節目主持，在職超過20年。離職前，她在商台的職位是新聞及公共事務副總監。2013年至2016年間，何翠萍曾任香港新聞行政人員協會秘書、副主席、主席等職。她亦多次曾代表商台出席特區政府為推廣政策而舉辦的三台聯播特備節目。她持有香港浸會大學傳理學社會科學學士學位。

## 參看
- 《經濟脈搏》：何翠萍過往在商台主持的節目

## 外部連結
- 委任政治助理（附圖） （页面存档备份，存于），香港特別行政區政府新聞公報，2017年11月3號
- 新聞行政人員協會 執委會成員2016 （页面存档备份，存于）
- 新聞行政人員協會 執委會成員2015 （页面存档备份，存于）
- 新聞行政人員協會 執委會成員2014 （页面存档备份，存于）
- 新聞行政人員協會 執委會成員2013 （页面存档备份，存于）